# Puig Ferriol (Prats de Molló)
|  | Aquest article tracta sobre la muntanya del Vallespir. Vegeu-ne altres significats a «Puig Ferriol». |

El Puig Ferriol és una muntanya de 1.312,7 metres del terme comunal de Prats de Molló i la Presta, de la comarca del Vallespir, a la Catalunya del Nord.
Es troba a la zona sud-oriental del terme de Prats de Molló i la Presta, al sud de la vila de Prats de Molló i al nord-oest del Coll de la Guilla. La carretera del Coll d'Ares passa pel seu vessant meridional, i creu la muntanya de nord-est a sud-oest, passant a prop del cim, pel seu vessant oest, la Línia d'Alta Tensió.